# Filellum serpens
Filellum serpens är en nässeldjursart som först beskrevs av Arthur Hill Hassall 1848.  Filellum serpens ingår i släktet Filellum och familjen Lafoeidae. Arten är reproducerande i Sverige. Inga underarter finns listade i Catalogue of Life.